# Décennie 1620 en arts plastiques
Chronologie des arts plastiques
Années 1610 - Années 1620 - Années 1630
Cet article concerne les années 1620 en arts plastiques.

## Événements
- Vers 1620 : apparition de l’art baroque en Autriche[1].
- 1621 : le peintre japonais Kanō Tan'yū transfère l'École Kanō de Kyoto à Edo, qui devient l'académie officielle du shogunat Tokugawa[2]
- 15 avril 1621  : Marie de Médicis signe un contrat avec les peintres Renault Lartigues, Nicolas Duchesne et Pierre de Hansy pour la décoration du palais du Luxembourg. Duchesne embauche Nicolas Poussin et Philippe de Champaigne ; ce-dernier lui succède à la tête du chantier à sa mort en 1627[3].

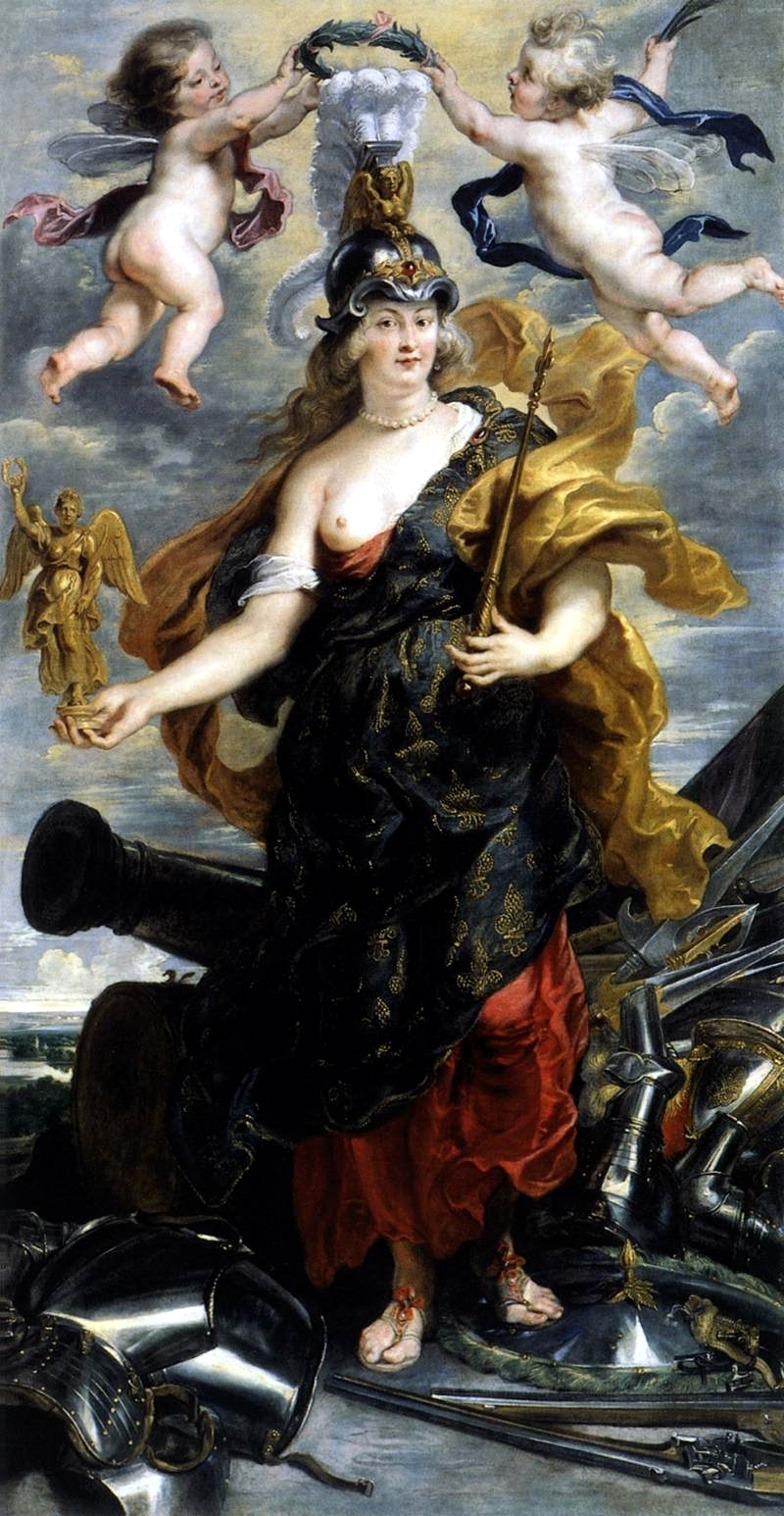
Portrait de Marie de Médicis en reine triomphante de Rubens.

- 26 février 1622 : Marie de Médicis commande à l'atelier de Rubens 24 compositions retraçant les principaux épisodes de sa vie, le Cycle de la vie de Marie de Médicis, achevées en mai 1625[4].
- 6 octobre 1623 : Diego Vélasquez devient le peintre de la Cour de Philippe IV d'Espagne à Madrid[5].
- 1624 : Nicolas Poussin se fixe à Rome où il rejoint son protecteur Giambattista Marino[6].
- 1627 : Louis XIII rappelle le peintre Simon Vouet de Rome. Il importe en France le style baroque italien[7].
- 16 mai 1629 : Antoine Le Nain est reçu maître peintre dans la corporation de Saint-Germain-des-Prés[8].
- 27 juin 1629 : le conseil municipal de Séville invite le peintre Zurbarán à s'installer dans la ville[9].

## Réalisations
- 1620 : Diego Vélasquez peint le Porteur d'eau de Séville et La Vénérable Mère Jerónima de la Fuente[10].

- 1621 :
  - après avoir réalisé Énée et Anchise en 1618-1619, Le Bernin, au service du cardinal Scipione Borghese, commence pour les jardins de la villa Borghèse à Rome trois groupes sculptés : Le rapt de Proserpine (1621-1622), David (1623-1624), Apollon et Daphné (1622-1625)[11].
  - Saint Sébastien soigné par sainte Irène, toile de Ribera, conservée au musée des Beaux-Arts de Bilbao[12]. Une autre version de 1628 est conservée au musée de l'Ermitage.
- 1623, repris en 1628 : Velasquez peint le Portrait de Philippe IV[13].

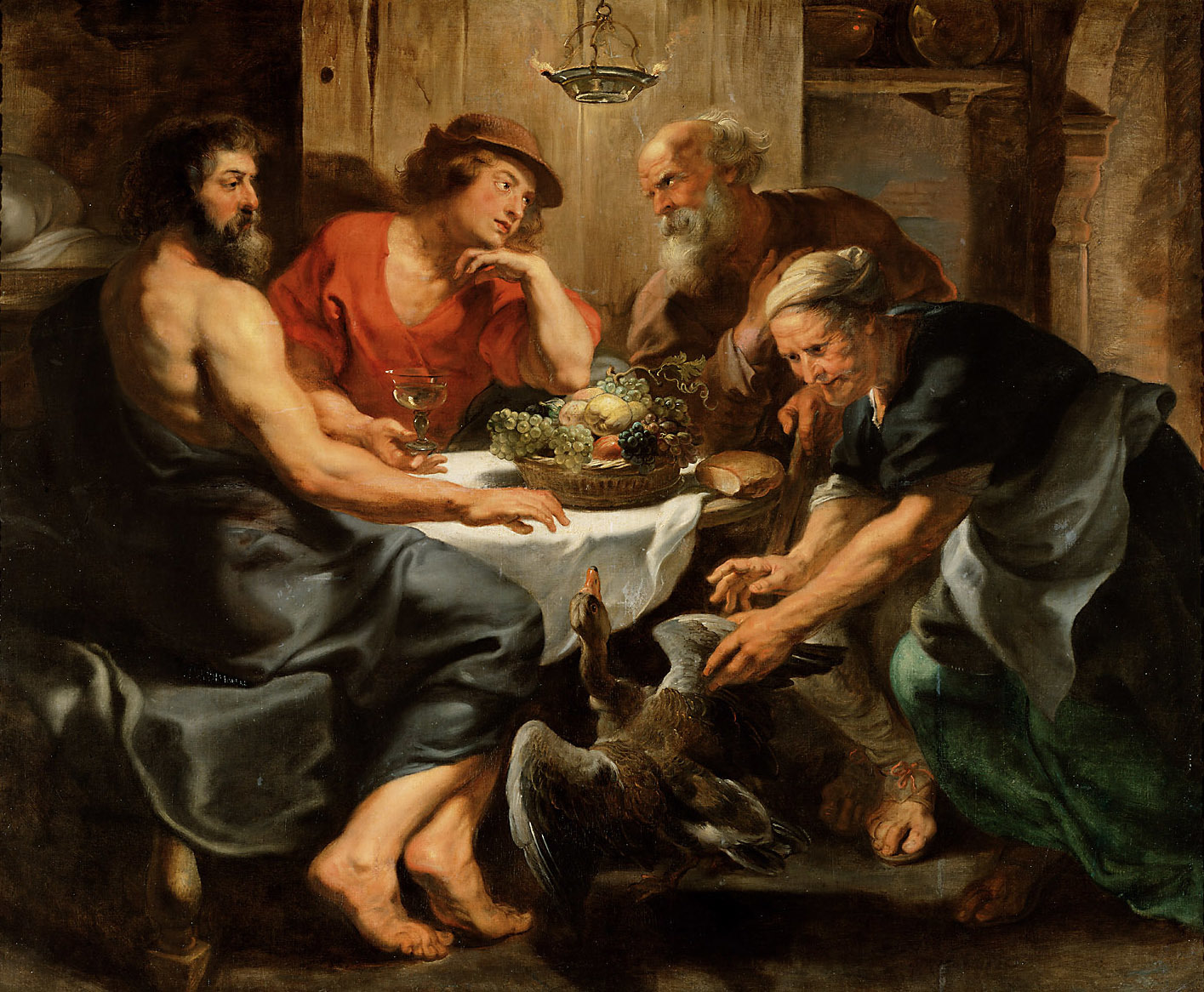
Jupiter et Mercure recevant l'hospitalité chez Philémon et Baucis, de Rubens, vers 1620-1625.

- 1624 : Frans Hals peint Le Cavalier riant[14].
- 1624-1626 : Pierre de Cortone peint les fresques de l’église Santa Bibiana à Rome[15].
- 1624-1633 : le baldaquin de Saint-Pierre du Bernin[16].
- 1625 : La Lapidation de saint Étienne première œuvre datée connue de Rembrandt[17].
- 1625-1626 : Sainte Geneviève implorée par le Corps de Ville de Philippe de Champaigne en collaboration avec son maître Georges Lallemant[18].
- 1626 :
  - Philippe de Champaigne peint le Portrait de Jansénius[19].
  - Silène ivre, toile de José de Ribera[20].
- 16 janvier 1626 : Zurbarán signe un contrat prévoyant l'exécution d'un cycle important de peintures destinées au couvent dominicain de San Pablo à Séville ; quatorze scènes de l’Histoire de saint Dominique, sept portraits de Docteurs de l’Église et un Christ en Croix (1627)[9].
- 1627 :
  - La Fuite en Égypte, toile de Rembrandt[21].
  - Banquet des officiers du corps des archers de Saint-Adrien, portrait collectif de Frans Hals[22].
- Vers 1627  :
  - L’Enlèvement des Sabines, toile de Cortone[20].
  - Nicolas Poussin peint Écho et Narcisse[20].
- 1628  : Autoportrait de jeunesse, premier d'une série d'autoportraits de Rembrandt peints de 1628 à 1669[23].

- 28 août 1628 : Zurbarán signe un contrat avec le couvent de la Merced de Séville qui prévoit l'exécution de vingt-deux tableaux sur la Vie de saint Pierre Nolasque (septembre 1628-août 1629) destinés à orner le cloître (dolt l'Apparition de saint Pierre à saint Pierre Nolasque et La Vision de saint Pierre Nolasque) et celle du Le martyre de saint Sérapion[9].

- 1628-1630 :
  - La Bohémienne, portrait de Frans Hals[24].
  - Nicolas Poussin peint L'Inspiration du poète[20].
  - première version des Bergers d’Arcadie, toile de Nicolas Poussin[25].

- 22 juillet 1629 : Vélasquez reçoit le règlement du  Le Triomphe de Bacchus ou  Les buveurs, toile commandée par Philippe IV[26].
- 1629 : au collège Saint-Bonaventure de Séville, Zurbarán complète une série de peintures commencée par Herrera l'Ancien dont Saint Bonaventure et l’Ange, le Concile de Lyon et L'Exposition du corps de Saint Bonaventure[9].

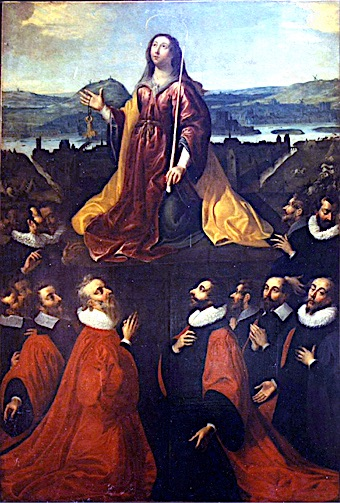
Ex-voto de la Ville de Paris à sainte Geneviève - Georges Lallemant et Philippe de Champaigne.
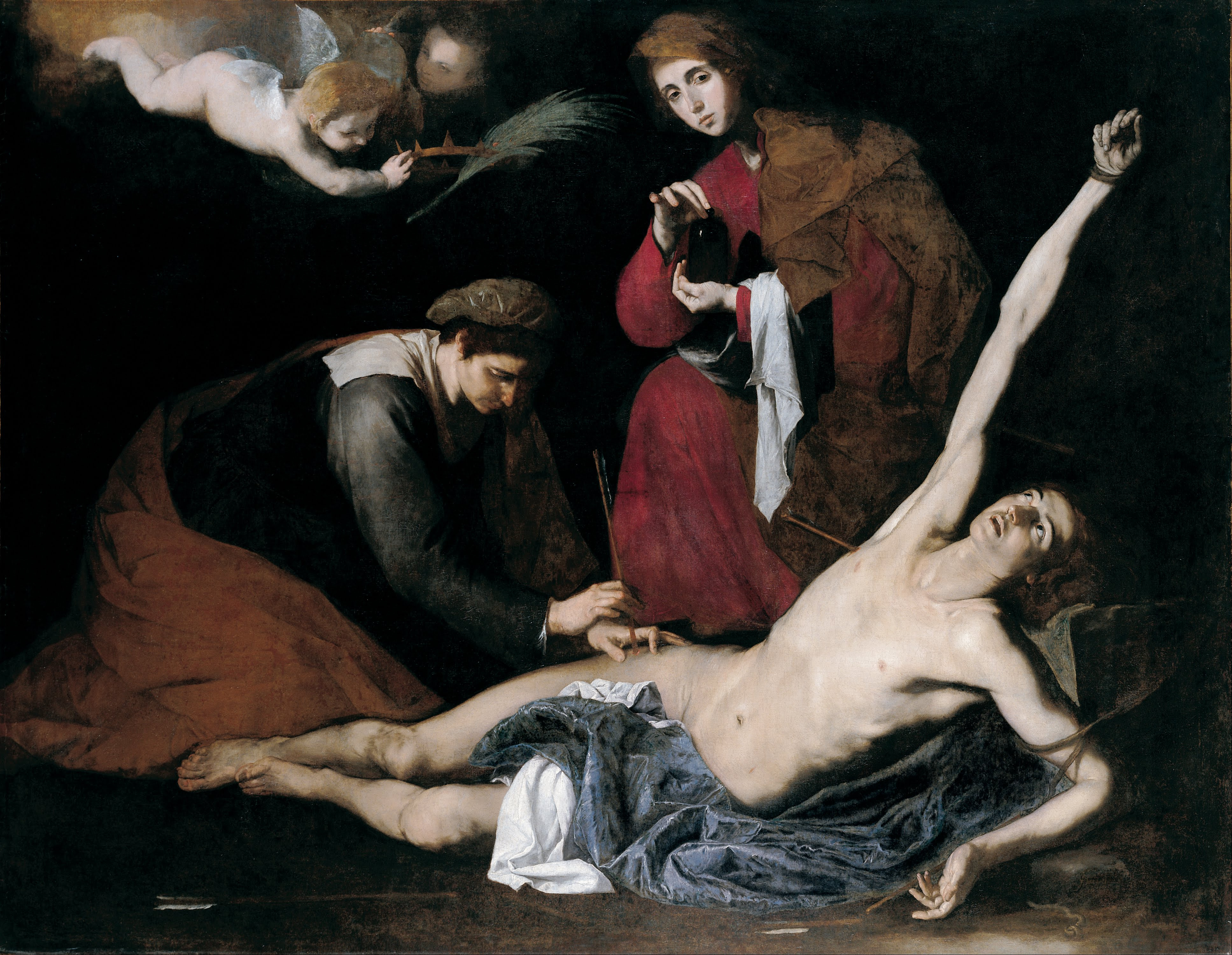
Saint Sébastien soigné par sainte Irène - Ribera, 1621.
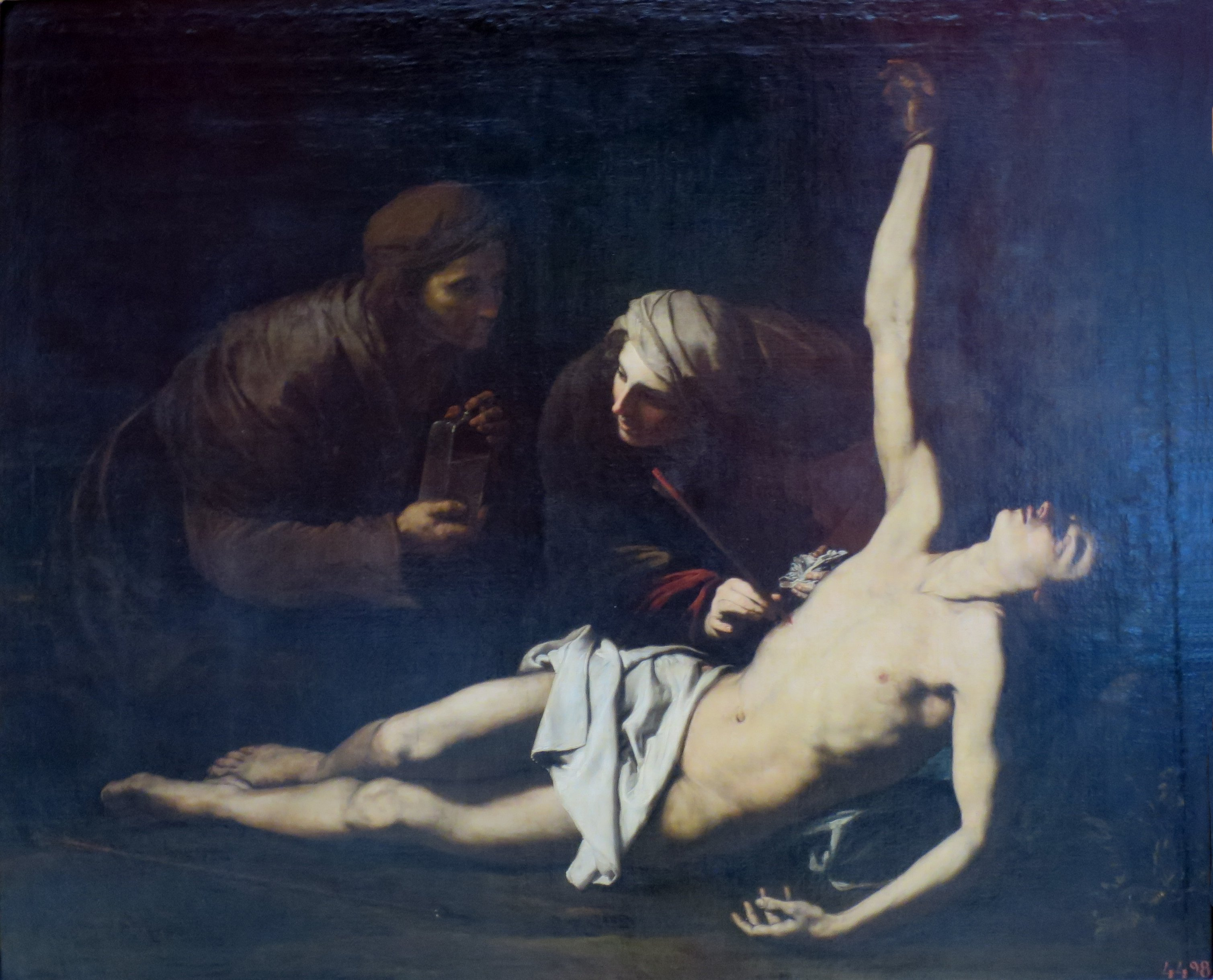
Saint Sébastien soigné par sainte Irène - Ribera, 1628.